# La Directa Tibidabo
La Directa Tibidabo és una cursa atlètica popular vertical que es disputa a Barcelona, organitzada pel Club Excursionista de Gràcia. Es tracta d'una cronoescalada mixta, en asfalt i muntanya, de 5 kilòmetres de recorregut i 450 metres de desnivell. Comença al carrer de Saragossa, prop de la seu de l'entitat al barri del Farró, i arriba a la plaça del Tibidabo, al peu de la basílica. La cursa té tres categories, absoluta, sub 20 i sub 15, tant per homes com per a dones.

## Edicions
La primera edició va tenir lloc el 15 de maig de 2022. Els guanyadors van ser Ricardo Esclápez, amb un temps de 24 minuts i 58 segons, i Marina Albesa, amb 30:15. Van arribar a la meta en menys d'una hora i mitja 122 corredors.
La segona edició es va celebrar el 7 de maig de 2023. Els guanyadors van ser Gabriel Company Rubio, amb un temps de 23 minuts i 43 segons, i Saray Prat Jiménez, amb 32:29.